# Mumie (film, 2017)
Mumie (v anglickém originále The Mummy) je americký dobrodružný film z roku 2017, který natočil americký režisér Alex Kurtzman. V hlavních rolích byl Tom Cruise s Russellem Crowem, Annabelle Wallis a Sofiou Boutella. Film je reboot filmové série Mumie, a byl zamýšlen jako součást nové série Dark Universe od Universal Studios.

## Děj
Mumie egyptské princezny Ahmanet je oživena Nickem Mortonem a jeho kolegy. Poté se členové Prodigia (organizace bojující s nadpřirozenem) snaží Ahmanet zabít.

## Obsazení
- Tom Cruise jako Nick Morton, seržant americké armády
- Annabelle Wallis jako Jennifer "Jenny" Halsey, archeoložka
- Sofia Boutella jako Ahmanet, hlavní záporná postava
- Jake Johnson jako Chris Vail, Nickův přítel
- Courtney B. Vance jako plukovník Greenway, Nickův a Chrisův nadřízený
- Russell Crowe jako doktor Jekyll / pan Hyde
- Marwan Kenzari jako Malik, Jekyllův šéf a člen Prodigium
- Javier Botet jako Seth (staroegyptský bůh smrti)